# Wandella grayi
Espèce
Wandella grayi est une espèce d'araignées aranéomorphes de la famille des Filistatidae.

## Distribution
Cette espèce est endémique du Queensland en Australie-Occidentale.

## Description
Le mâle holotype mesure 2,24 mm et la femelle paratype 2,46 mm.

## Étymologie
Cette espèce est nommée en l'honneur de Michael R. Gray.

## Publication originale
- Magalhaes, 2016 : On new or poorly known Australian Filistatidae spiders (Araneae: Araneomorphae), including a study on the fine morphology of Wandella. Journal of Natural History, vol. 50, no 29/30, p. 1815-1568.